# Lijst van voetbalinterlands Cuba - Ecuador
Deze lijst van voetbalinterlands is een overzicht van alle officiële voetbalwedstrijden tussen de nationale teams van Cuba en Ecuador. De landen speelden tot op heden vier keer tegen elkaar. De eerste ontmoeting, een vriendschappelijke wedstrijd, werd gespeeld in Havana op 27 februari 1987. Het laatste duel, eveneens een vriendschappelijk wedstrijd, vond plaats op 2 april 1987 in Azogues.

## Wedstrijden
| № | Plaats  | Datum            | Competitie        | Wedstrijd      | Uitslag |
| - | ------- | ---------------- | ----------------- | -------------- | ------- |
| 1 | Havana  | 27 februari 1987 | Vriendschappelijk | Cuba – Ecuador | 2 – 1   |
| 2 | Havana  | 2 maart 1987     | Vriendschappelijk | Cuba – Ecuador | 0 – 0   |
| 3 | Machala | 31 maart 1987    | Vriendschappelijk | Ecuador – Cuba | 0 – 1   |
| 4 | Azogues | 2 april 1987     | Vriendschappelijk | Ecuador – Cuba | 0 – 0   |

## Samenvatting
| Competitie        | Totaal gespeeld | Winst Cuba | Gelijk | Winst Ecuador | Doelsaldo Cuba – Ecuador |
| ----------------- | --------------- | ---------- | ------ | ------------- | ------------------------ |
| Vriendschappelijk | 4               | 2          | 2      | 0             | 3 − 1                    |
| Totaal            | 4               | 2          | 2      | 0             | 3 − 1                    |

Wedstrijden bepaald door strafschoppen worden, in lijn met de FIFA, als een gelijkspel gerekend.

## Details

### Eerste ontmoeting
| Vriendschappelijk (Havana, Cuba, 27 februari 1987):                                                          |       |                   |
| Cuba | 2 – 1 | Ecuador           |
| Regino Delgado 60' Carlos González 73'                                                                       | goals | ??' Álex Aguinaga |
| - Debuut van Raúl Avilés, Pietro Marsetti, Kléber Fajardo, Carlos Luis Morales en Freddy Bravo voor Ecuador. |       |                   |

### Tweede ontmoeting
| Vriendschappelijk (Havana, Cuba, 2 maart 1987): |              | |
| Cuba                                            | 0 – 0        | Ecuador |
|                                                 | goals        | |
|                                                 | bondscoach   | Luis Grimaldi |
|                                                 | opstellingen | Héctor Chiriboga Freddy Bravo Hólger Quiñónez Wilson Armas Luis Mosquera ??' Joffre Sánchez Edgar Domínguez Kléber Fajardo ??' Pietro Marsetti Álex Aguinaga Raúl Avilés |
|                                                 | wissels      | ??' Claudio Alcivar ??' Freddy Barreto |

### Derde ontmoeting
| Vriendschappelijk (Machala, Ecuador, 31 maart 1987): |              |                    |
| Ecuador | 0 – 1        | Cuba               |
| | goals        | 53' Dagoberto Lara |
| Luis Grimaldi | bondscoach   |                    |
| Héctor Chiriboga Wilson Macías Hólger Quiñónez Kléber Fajardo Luis Carrión Edgar Domínguez Pietro Marsetti Claudio Alcivar Luis Vaca Raúl Avilés Stony Batioja ??' | opstellingen |                    |
| Diego Cordova ??' | wissels      |                    |

### Vierde ontmoeting
| Vriendschappelijk (Azogues, Ecuador, 2 april 1987): |              |      |
| Ecuador | 0 – 0        | Cuba |
| | goals        |      |
| Luis Grimaldi | bondscoach   |      |
| Carlos Enriquez ??' Wilson Macías Kléber Fajardo Luis Carrión Edgar Domínguez Wilfrido Verduga Álex Aguinaga Pablo Marin Pedro Muñoz Raúl Avilés ??' Stony Batioja ??' | opstellingen |      |
| Héctor Chiriboga ??' Diego Cordova ??' Pietro Marsetti ??' | wissels      |      |

AFC · A-internationals · Bondscoaches · Cubaans vrouwenelftal · Cuba U21 · Cuba U20 · Cuba U19 · Cuba U18 · Cuba U17
1920 – 1949 ·
1950 – 1969 ·
1970 – 1979 ·
1980 – 1989 ·
1990 – 1999 ·
2000 – 2009 ·
2010 – 2019 ·
2020 − 2029
WK 1938
OS 1976 ·
OS 1980
Albanië ·
Algerije ·
Angola ·
Antigua en Barbuda ·
Aruba ·
Bahama's ·
Barbados ·
Belize ·
Bermuda ·
Bolivia ·
Britse Maagdeneilanden ·
Bulgarije ·
Canada ·
Chili ·
China ·
Colombia ·
Costa Rica ·
Curaçao ·
DDR ·
Dominica ·
Dominicaanse Republiek ·
Ecuador ·
El Salvador ·
Ghana ·
Grenada ·
Guatemala ·
Guyana ·
Haïti ·
Honduras ·
Indonesië ·
Jamaica ·
Kaaimaneilanden ·
Kameroen ·
Mexico ·
Nicaragua ·
Nederlandse Antillen ·
Panama ·
Puerto Rico ·
Roemenië ·
Saint Kitts en Nevis ·
Saint Lucia ·
Saint Vincent en de Grenadines ·
Suriname ·
Trinidad en Tobago ·
Turks en Caicoseilanden ·
Uruguay ·
Venezuela ·
Verenigde Staten ·
Zuid-Korea ·
Zweden
FEF · A-internationals · Bondscoaches · Selecties · Statistieken · Ecuadoraans vrouwenelftal · Olympisch elftal · Ecuador U21 · Ecuador U20 · Ecuador U18 · Ecuador U17
1938 – 1949 ·
1950 – 1959 ·
1960 – 1969 ·
1970 – 1979 ·
1980 – 1989 ·
1990 – 1999 ·
2000 – 2009 ·
2010 – 2019 ·
2020 − 2029
WK 2002 · 
WK 2006 · 
WK 2014
1938 · 
1939 · 
1940 · 
1941 · 
1942 · 
1943 · 1944 · 
1945 · 
1946 · 
1947 · 
1948 · 
1949 · 
1950 · 1951 · 1952 · 
1953 · 
1954 · 
1955 · 
1956 · 
1957 · 
1958 · 
1959 · 
1960 · 
1961 · 1962 · 
1963 · 
1964 · 
1965 · 
1966 · 
1967 · 1968 · 
1969 · 
1970 · 
1971 · 
1972 · 
1973 · 
1974 · 
1975 · 
1976 · 
1977 · 
1978 · 
1979 · 
1980 · 
1981 · 
1982 · 
1983 · 
1984 · 
1985 · 
1986 · 
1987 · 
1988 · 
1989 · 
1990 · 
1991 · 
1992 · 
1993 · 
1994 · 
1995 · 
1996 · 
1997 · 
1998 · 
1999 · 
2000 · 
2001 · 
2002 · 
2003 · 
2004 · 
2005 · 
2006 · 
2007 · 
2008 · 
2009 · 
2010 · 
2011 · 
2012 · 
2013 · 
2014 · 
2015 · 
2016 · 
2017 ·
2018 ·
2019 ·
2020 ·
2021 ·
2022
Argentinië ·
Armenië ·
Australië ·
Bolivia · 
Brazilië ·
Bulgarije ·
Canada ·
Chili ·
Colombia ·
Costa Rica ·
Cuba ·
Denemarken ·
DDR ·
Duitsland ·
El Salvador ·
Engeland ·
Estland ·
Finland ·
Frankrijk ·
Griekenland ·
Guatemala ·
Haïti ·
Honduras ·
Ierland ·
Irak ·
Iran ·
Italië ·
Jamaica ·
Japan ·
Joegoslavië ·
Jordanië ·
Kaapverdië ·
Koeweit ·
Kroatië · 
Libanon ·
Mexico ·
Nederland ·
Nigeria ·
Noord-Macedonië ·
Oeganda ·
Oman ·
Panama ·
Paraguay ·
Peru ·
Polen ·
Portugal ·
Qatar ·
Roemenië ·
Saoedi-Arabië ·
Schotland ·
Senegal ·
Spanje ·
Trinidad en Tobago ·
Turkije · 
Uruguay ·
Venezuela ·
Verenigde Staten ·
Wit-Rusland ·
Zambia ·
Zuid-Afrika ·
Zuid-Korea ·
Zweden ·
Zwitserland
Costa Rica (2006) · 
Duitsland (2006) · 
Engeland (2006) · 
Frankrijk (2014) · 
Honduras (2014) · 
Nederland (2022) · 
Polen (2006) · 
Qatar (2022) · 
Zwitserland (2014)